# Devlin DeFrancesco
Devlin DeFrancesco (Toronto, Ontario, Canadá; 17 de enero de 2000) es un piloto de automovilismo canadiense. En 2022 es piloto de Andretti Steinbrenner Autosport en IndyCar Series.

## Carrera
DeFrancesco comenzó su carrera de automovilismo en el karting en 2006 a la edad de seis años. Participó en campeonatos como el Florida Winter Tour y el SKUSA Pro Tour. En 2011 compitió en carreras norteamericanas y europeas, terminando séptimo en Italia en la Copa Final. En 2013 se convirtió en campeón en el Campeonato Nacional Canadiense de Karting. En 2014 regresó a Europa y se convirtió en segundo en el campeonato italiano y tercero en el campeonato europeo CIK-FIA. Ese mismo año también sufrió una lesión en la muñeca, lo que le impidió participar en campeonatos durante un año completo. Como parte de su recuperación, fue a la Academia Carlin donde se preparó para la Fórmula 4.
En 2015, DeFrancesco fue seleccionado para formar parte del Generation Ganassi Driver Identification Program, el programa de entrenamiento del equipo de IndyCar Chip Ganassi Racing. También regresó al automovilismo ese año, conduciendo la segunda mitad del Campeonato Junior Ginetta para el equipo HHC Motorsport. Un séptimo lugar en el Knockhill Racing Circuit fue su mejor resultado en doce carreras, lo que lo convirtió en el 23º en el campeonato con 66 puntos.
En 2016, DeFrancesco hizo el cambio a las carreras de fórmula, haciendo su debut en la Toyota Racing Series de Nueva Zelanda con el equipo Giles Motorsport. Con un quinto lugar en Teretonga Park como el mejor resultado, terminó décimo con 465 puntos. Luego regresó a Europa, haciendo su debut en el Campeonato Británico de Fórmula 4 con el equipo Carlin. Ganó tres carreras en el Circuito de Thruxton, en el Oulton Park y en el Circuito de Croft y terminó quinto en el ranking con 265 puntos. También corrió la mayor parte de la temporada en el Campeonato de Italia de Fórmula 4 con el equipo de Mücke Motorsport. Dos quintos lugares en el Circuito de Mugello fueron sus mejores clasificaciones, con las que terminó decimonoveno en el campeonato con 40 puntos.
En 2017, DeFrancesco hizo su debut en la Fórmula 3 en el Euroformula Open en Carlin. Ganó una carrera en el Circuito de Barcelona-Catalunya y quedó tercero detrás de Harrison Scott y Nikita Troitskiy en el campeonato con 172 puntos. En el campeonato español dentro de esta clase se convirtió en campeón con tres victorias y 119 puntos. También hizo su debut a finales de ese año en el Campeonato Europeo de Fórmula 3 para Carlin como reemplazo de Ameya Vaidyanathan durante los últimos dos fines de semana en el Red Bull Ring y Hockenheimring.
En 2018, DeFrancesco saldría a tiempo completo en la Fórmula 3 Europea en Carlin. Después de cuatro fines de semana de carreras, durante los cuales no jugó durante los últimos dos, dejó el campeonato sin puntaje. Luego hizo su debut en la Serie GP3 durante el fin de semana de carrera en el Red Bull Ring con el equipo MP Motorsport. Aquí nuevamente no anotó puntos y terminó con undécimo lugar en el Red Bull Ring y el Circuito Yas Marina como los mejores resultados en el lugar 21 en el ranking.
En 2019, la Fórmula 3 Europea y la GP3 se fusionaron en el nuevo Campeonato de Fórmula 3 de la FIA, en el que DeFrancesco compitió para el equipo Trident aunque sin sumar puntos. Luego compitió en la F3 Asiática en la temporada 2019-20, logrando tres podios que le valieron para terminar séptimo en el campeonato. Tras esto, volvió América a competir en la Indy Pro 2000 con el equipo Andretti Steinbrenner Autosport. Allí volvió a ganar carreras tras varios años, logrando dos victorias y otros cuatro podios en las 17 carreras. Quedó subcampeón detrás de Sting Ray Robb.
Al año siguiente, DeFrancesco ascendió a la Indy Lights con el mismo equipo. Con dos podios, finalizó sexto.

## Resumen de carrera
| Temporada | Categoría                                      | Equipo                          | Carreras     | Victorias    | Poles        | VR           | Podios       | Puntos       | Pos.         |
| --------- | ---------------------------------------------- | ------------------------------- | ------------ | ------------ | ------------ | ------------ | ------------ | ------------ | ------------ |
| 2015      | Ginetta Junior Championship                    | HHC Motorsport                  | 12           | 0            | 1            | 0            | 0            | 66           | 23.º         |
| 2016      | Fórmula 4 Británica                            | Carlin                          | 30           | 3            | 1            | 2            | 10           | 265          | 5.º          |
| 2016      | Campeonato de Italia de Fórmula 4              | Mücke Motorsport                | 18           | 0            | 0            | 0            | 0            | 40           | 19.º         |
| 2016      | Toyota Racing Series                           | Giles Motorsport                | 15           | 0            | 0            | 0            | 0            | 465          | 10.º         |
| 2017      | Eurofórmula Open                               | Carlin                          | 16           | 1            | 0            | 0            | 7            | 172          | 3.º          |
| 2017      | Campeonato de España de F3                     | Carlin                          | 6            | 1            | 0            | 0            | 3            | 119          | 1.º          |
| 2017      | Campeonato Europeo de Fórmula 3 de la FIA      | Carlin                          | 6            | 0            | 0            | 0            | 0            | 0            | NC†          |
| 2017      | Gran Premio de Macao                           | Carlin                          | 1            | 0            | 0            | 0            | 0            | N/A          | DNF          |
| 2018      | GP3 Series                                     | MP Motorsport                   | 12           | 0            | 0            | 0            | 0            | 0            | 21.º         |
| 2018      | Campeonato Europeo de Fórmula 3 de la FIA      | Carlin                          | 6            | 0            | 0            | 0            | 0            | 0            | 25.º         |
| 2018      | WeatherTech SportsCar Championship - Prototype | JDC-Miller MotorSports          | 2            | 0            | 0            | 0            | 0            | 47           | 38.º         |
| 2019      | Campeonato de Fórmula 3 de la FIA              | Trident                         | 16           | 0            | 0            | 0            | 0            | 0            | 25.º         |
| 2019      | WeatherTech SportsCar Championship - DPi       | JDC-Miller MotorSports          | 1            | 0            | 0            | 0            | 0            | 26           | 32.º         |
| 2019–20   | Campeonato Asiático de F3                      | Absolute Racing                 | 9            | 0            | 1            | 1            | 3            | 101          | 7.º          |
| 2020      | Indy Pro 2000                                  | Andretti Steinbrenner Autosport | 17           | 2            | 3            | 1            | 6            | 341          | 2.º          |
| 2021      | Indy Lights                                    | Andretti Steinbrenner Autosport | 20           | 0            | 0            | 0            | 2            | 326          | 6.º          |
| 2021      | WeatherTech SportsCar Championship - LMP2      | DragonSpeed USA                 | 2            | 0            | 0            | 0            | 1            | 0            | NC‡          |
| 2022      | IndyCar Series                                 | Andretti Steinbrenner Autosport | 17           | 0            | 0            | 0            | 0            | 206          | 23.º         |
| 2022      | WeatherTech SportsCar Championship - LMP2      | DragonSpeed USA                 | 1            | 1            | 0            | 0            | 1            | 0            | NC           |
| 2023      | IndyCar Series                                 | Andretti Steinbrenner Autosport | 17           | 0            | 0            | 0            | 0            | 177          | 22.º         |
| 2023      | WeatherTech SportsCar Championship - LMP2      | Rick Ware Racing                | 3            | 0            | 0            | 0            | 0            | 484          | 22.º         |
| 2024      | WeatherTech SportsCar Championship - GTD       | Forte Racing                    | 5            | 0            | 0            | 1            | 1            | 1305         | 26.º         |
| 2025      | IndyCar Series                                 | Rahal Letterman Lanigan Racing  | Disputándose | Disputándose | Disputándose | Disputándose | Disputándose | Disputándose | Disputándose |
| Fuente:   |                                                |                                 |              |              |              |              |              |              |              |

## Resultados

### GP3 Series
(Clave) (negrita indica pole position) (cursiva indica vuelta rápida puntuable)

| Año  | Escudería     | 1   | 1   | 2   | 2   | 3   | 3   | 4   | 4   | 5   | 5   | 6   | 6   | 7   | 7   | 8   | 8   | 9   | 9   | Pos. | Puntos | Ref.  |
| ---- | ------------- | --- | --- | --- | --- | --- | --- | --- | --- | --- | --- | --- | --- | --- | --- | --- | --- | --- | --- | ---- | ------ | ----- |
| 2018 | MP Motorsport | BAR | BAR | LEC | LEC | SPI | SPI | SIL | SIL | BUD | BUD | SPA | SPA | MNZ | MNZ | SOC | SOC | YMC | YMC | 21.º | 0      | [ 2 ] |
| 2018 | MP Motorsport |     |     |     |     | 18† | 11  | 15  | 14  | WD  | WD  | 18  | Ret | 13  | 15  | 17  | 12  | 17  | 11  | 21.º | 0      | [ 2 ] |

### Campeonato de Fórmula 3 de la FIA
(Clave) (negrita indica pole position) (cursiva indica vuelta rápida puntuable)

| Año  | Escudería | 1   | 1   | 2   | 2   | 3   | 3   | 4   | 4   | 5   | 5   | 6   | 6   | 7   | 7   | 8   | 8   | Pos. | Puntos | Ref.  |
| ---- | --------- | --- | --- | --- | --- | --- | --- | --- | --- | --- | --- | --- | --- | --- | --- | --- | --- | ---- | ------ | ----- |
| 2019 | Trident   | BAR | BAR | LEC | LEC | SPI | SPI | SIL | SIL | BUD | BUD | SPA | SPA | MNZ | MNZ | SOC | SOC | 25.º | 0      | [ 3 ] |
| 2019 | Trident   | 23  | 20  | 21† | 21  | 17  | 9   | 27  | 17  | 12  | 11  | 29  | Ret | 12  | 16  | 23  | 12  | 25.º | 0      | [ 3 ] |

### IndyCar Series
(Clave) (negrita indica pole position) (cursiva indica vuelta rápida)

| Año     | Escudería                       | Motor | 1      | 2      | 3      | 4      | 5      | 6       | 7      | 8      | 9      | 10     | 11     | 12     | 13     | 14     | 15     | 16     | 17     | Pos. | Puntos |
| ------- | ------------------------------- | ----- | ------ | ------ | ------ | ------ | ------ | ------- | ------ | ------ | ------ | ------ | ------ | ------ | ------ | ------ | ------ | ------ | ------ | ---- | ------ |
| 2022    | Andretti Steinbrenner Autosport | Honda | STP 22 | TXS 24 | LBH 25 | ALA 17 | IMS 21 | INDY 19 | DET 18 | ROA 18 | MDO 17 | TOR 18 | IOW 17 | IOW 15 | IMS 18 | NSH 22 | GTW 12 | POR 16 | LAG 15 | 23.º | 206    |
| 2023    | Andretti Steinbrenner Autosport | Honda | STP 25 | TXS 23 | LBH 16 | ALA 23 | IMS 17 | INDY 13 | DET 12 | ROA 23 | MDO 14 | TOR 23 | IOW 22 | IOW 21 | NSH 26 | IMS 19 | GAT 19 | POR 17 | LAG 22 | 22.º | 177    |
| 2025*   | Rahal Letterman Lanigan Racing  | Honda | STP 22 | THE 20 | LBH 24 | ALA 24 | IGP 17 | INDY 11 | DET 23 | GAT 23 | ROA 19 | MDO 20 | IOW 19 | IOW 25 | TOR 22 | LAG 20 | POR 18 | MIL    | NSH    | 26.º | 145    |
| Fuente: |                                 |       |        |        |        |        |        |         |        |        |        |        |        |        |        |        |        |        |        |      |        |

- * Temporada en progreso.